# Sicyopterus stimpsoni
Sicyopterus stimpsoni is een  straalvinnige vissensoort uit de familie van grondels (Gobiidae). De wetenschappelijke naam van de soort is voor het eerst geldig gepubliceerd in 1860 door Gill.
De soort staat op de Rode Lijst van de IUCN als Gevoelig, beoordelingsjaar 1996.
Bijzonder aan deze vis is dat hij in staat is om watervallen van wel honderd meter hoog te beklimmen. Dit doet hij met behulp van twee zuignappen. Eén daarvan gebruikt hij ook om te eten, zo schrijven onderzoekers in het blad PLoS ONE. "Het is fascinerend dat het extreme gedrag van deze vissen – het beklimmen van watervallen met behulp van hun mond – wellicht ontstaan is door evolutie van heel basaal gedrag, zoals eten," stelt onderzoeker Richard Blob.